# Микаелян, Грайр Аванесович
Грайр Ованесович Михаелян (9 мая 1920, Толорс, Елизаветпольская губерния — апрель 1995, Ереван) — советский военный деятель, генерал-майор госбезопасности, председатель КГБ Армянской ССР в 1975—1978 годах.

## Биография

### Служба в РККА
Родился 9 мая 1920 года в селе Толорс Гянджинской губернии (ныне Сюникская область, Ереван) в крестьянской семье. Армянин. Переехал в 1931 году в Ашхабад с семьёй, окончил в 1938 году среднюю школу и поступил на литературный факультет Ашхабадского педагогического института, окончив его в 1942 году.
В РККА с марта 1942 года в звании младшего лейтенанта, учился в пехотном училище Среднеазиатского военного округа. С июня 1943 года — заместитель командира пулемётной роты 372-го запасного стрелкового полка 24-й запасной бригады, с июля 1943 года — офицер запаса 3-й роты 15-го отдельного полка резерва офицерского состава (лейтенант). С февраля 1944 года — офицер разведки 30-го отдельного полка резерва офицерского состава 1-го Украинского фронта.

### СМЕРШ и МГБ
С мая 1944 года служил в контрразведке СМЕРШ, находился в его резерве УКР СМЕРШ по 1-му Украинскому фронту. К концу войны произведён в старшие лейтенанты. Занимал следующие посты:
- оперуполномоченный 4-го отделения ОКР СМЕРШ по 60-й армии (с декабря 1944)
- оперуполномоченный 2-го отдела УКР СМЕРШ по Кубанскому военному округу (с августа 1945)
- оперуполномоченный ОКР СМЕРШ — МГБ по Сочинскому гарнизону (с октября 1945)

Продолжал службу в МГБ СССР. Член ВКП(б) с 1947 года. Занимал следующие посты в МГБ СССР:
- оперуполномоченный МГБ Туркменской ССР (с ноября 1946)
- старший оперуполномоченный инспекции при Министре (с января 1947)
- заместитель начальника 2-го отделения (с октября 1949; произведён в капитаны)
- начальник 1-го отделения 2-го (контрразведывательного) отдела (с марта 1951)

### Переход в КГБ
С декабря 1951 по октябрь 1954 годов работал старшим инспектором инспекции Советской части Союзной контрольной комиссии в Австрии. В резерв МГБ переведён в сентябре 1952 года в звании майора госбезопасности, через год направлен на учёбу на курсы переподготовки при школе № 101 МВД — КГБ. В июле 1954 года направлен в КГБ Армянской ССР, с декабря 1954 года был там заместителем начальника 2-го отделения 1-го отдела. С февраля 1959 по март 1963 года был в загранкомандировке, в 1960 году произведён в подполковники, в 1963 — в полковники. Занимал в КГБ Армянской ССР следующие должности:
- начальник 1-го отдела КГБ (март 1963 — май 1973)
- заместитель председателя (май 1973 — ноябрь 1975)
- председатель (24 ноября 1975 — 28 июня 1978)

Михаеляна с 1972 года пытался уволить его предшественник на посту председателя комитета и непосредственный начальник Аркадий Рагозин, который освободил от занимаемых должностей многих сотрудников, назначенных ещё Георгием Бадамянцем.

#### Футбольный чемпионат СССР
В 1973 году Михаелян участвовал в расследовании серии скандалов, связанных с розыгрышем чемпионата СССР по футболу, в ходе которого за золотые медали боролись ереванский «Арарат» и киевское «Динамо». Выяснилось, что киевляне обязывали своих противников «сдавать» им матчи в обмен на определённую сумму денег, чтобы не дать «Арарату» догнать их. После матча «Динамо» против донецкого «Шахтёра» (29 сентября, победа киевлян 2:1) выяснилось, что игра носила договорной характер: защитник донецкого клуба Виктор Звягинцев вспоминал, что первый секретарь Донецкого обкома КПСС лично распорядился, чтобы «Шахтёр» сдал игру динамовцам, несмотря на возражения тренера команды Олега Базилевича.
Сообщивший об этом лично Никите Симоняну Грайр Михаелян распорядился не допустить того, чтобы «динамовцы» подкупили московских армейцев, отметив, что «Арарату» важно выиграть и грядущий финал Кубка СССР, и сам чемпионат. В результате киевский клуб 7 октября проиграл на выезде 0:3, а армянская команда параллельно уступила в серии пенальти московскому «Динамо». Апофеозом противостояния стал матч 10 октября, когда «Арарат», уступая 0:1, сравнял счёт на 89-й минуте и вырвал победу в овертайме, а итогом чемпионата стала заслуженная победа «Арарата».
Бурные празднования по случаю победы «Арарата» в Кубке СССР прошли по всей Армении, однако были омрачены грандиозным скандалом: в Ереване кто-то раскрасил белой краской памятник Ленину, выведя номер 8 на спине памятника, под которым играл забивший оба гола Левон Иштоян. Михаелян участвовал в расследовании дела и не только установил имена вандалов (Ашот Варданян, сын директора обувной фабрики Герегина Гюзаляна, и сын архитектора Ерванда Арамяна по имени Вардан), но и обнаружил факт существования некоего подпольного тотализатора, на котором играл Вардан. Микаелян в итоге вынес строгое предупреждение Гюзаляну, потребовав вывезти сына и угрожая в случае отказа завести дело по факту мошенничества.

### Отставка
В 1975 году Михаелян был произведён в генерал-майоры, в сентябре 1978 года уволен в запас формально по возрасту и вышел на пенсию. Однако фактической причиной послужил взрыв в московском метро 1977 года, устроенный группой армянских радикальных националистов во главе со Степаном Затикяном. Первый секретарь ЦК Компартии Армении Карен Демирчян запретил публиковать в армянской прессе любые статьи по поводу теракта, а Михаелян активно препятствовал проверке версии причастности ранее осуждённых националистов к подготовке и осуществлению теракта
Скончался в апреле 1995 года в Ереване.

## Награды[1]
- Орден Отечественной войны I степени (1945)
- Два ордена Красной Звезды (1945, 1967)
- Нагрудный знак «Почетный сотрудник госбезопасности» (1964)
- Семь медалей